# Răchitoasa
Răchitoasa é uma comuna romena localizada no distrito de Bacău, na região de Moldávia. A comuna possui uma área de 117.23 km² e sua população era de 4960 habitantes segundo o censo de 2007.